# Борго Казарио (Кунео)
Борго Казарио је насеље у Италији у округу Кунео, региону Пијемонт.
Према процени из 2011. у насељу је живело 32 становника. Насеље се налази на надморској висини од 549 м.